# Brûle la mer
Pour plus de détails, voir Fiche technique et Distribution.
Brûle la mer est un documentaire français réalisé par Nathalie Nambot et Maki Berchache, sorti en 2016.

## Synopsis
Après la chute du régime de Zine el-Abidine Ben Ali, en janvier 2011, près de 25 000 Tunisiens vont prendre la mer pour venir en France. Quelques-uns témoignent de leur périple jusqu'à Paris où le « pays rêvé » se révèle à leurs yeux peu hospitalier.

## Fiche technique
- Titre : Brûle la mer
- Réalisation : Nathalie Nambot et Maki Berchache
- Photographie : Nicolas Rey
- Son : Nathalie Nambot et Jean Mallet
- Montage : Gilda Fine
- Production : Les Films du Bilboquet
- Distribution : Les Films de l'Atalante
- Pays :  France
- Genre : documentaire
- Durée : 75 minutes
- Date de sortie : France - 9 novembre 2016

## Distribution
- Maki Berchache
- Saidi Shaharedin
- Nobig Badredin
- Shadi Al Fawaghara
- Selim Sohbani
- Mahmoud El Saleh

## Sélections
- Festival international de cinéma de Marseille 2014
- Doclisboa 2014
- Documentary Film Festival Hamburg 2016